# Locked-in-syndroom
Het locked-in-syndroom of pseudocoma is een neurologische aandoening waarbij bijna alle communicatiemogelijkheden van de patiënt zijn weggevallen waardoor het lijkt alsof hij comateus is. Andere benamingen zijn de-efferente toestand en cerebromedullospinale disconnectie.
Het is een aandoening van het voorste deel van de pons in de hersenstam die meestal wordt veroorzaakt door een infarct ten gevolge van een trombose van de arteria basilaris of soms door een trauma. De tractus corticobulbaris, tractus corticospinalis, nervus abducens en nervus facialis vallen hierdoor tweezijdig uit. De patiënt kan niet spreken en kan zich ten gevolge van tetraplegie geheel niet bewegen. Hij kan echter wel geluiden waarnemen en als de ogen zijn geopend kan hij ook zien. De willekeurige verticale oogbewegingen zijn meestal echter wel intact gebleven, waardoor men met de patiënt kan afspreken dat hij op vragen met 'ja' of 'nee' kan antwoorden door de ogen naar boven of naar beneden te bewegen of te knipperen.

## Film
De Franse film Le scaphandre et le papillon is gebaseerd op de gelijknamige autobiografie door Jean-Dominique Bauby, hoofdredacteur van de Franse Elle die na een beroerte aan het locked-in-syndroom leed. In de film toont men hoe Jean-Dominique een boek letter voor letter 'schrijft' met behulp van een persoon die steeds weer het alfabet (geordend op letterfrequentie) afgaat en stopt wanneer hij met zijn linkeroog knippert.